# (33453) Townley
(33453) Townley  es un asteroide perteneciente al cinturón de asteroides, descubierto el 19 de marzo de 1999 por el LINEAR desde el Karl G. Jansky Very Large Array, en Estados Unidos.

## Designación y nombre
Townley se designó inicialmente como 1999 FG27.
Más adelante fue nombrado en honor de Townley Chisholm, mentor en un concurso de ciencias (2017 Regeneron Science Talent Search).

## Características orbitales
Townley orbita a una distancia media del Sol de 2,2988 ua, pudiendo acercarse hasta 2,0699 ua y alejarse hasta 2,5278 ua. Tiene una excentricidad de 0,0995 y una inclinación orbital de 5,3456° grados. Emplea en completar una órbita alrededor del Sol 1273 días.

## Características físicas
Su magnitud absoluta es 15,3. Tiene 2,438 km de diámetro. Su albedo se estima en 0,271.